# Glaubensgemeinschaft
Eine Glaubensgemeinschaft oder Religionsgemeinschaft ist eine Organisation, die die gemeinschaftliche Ausübung einer Religion bezweckt. Die Mitgliedschaft in einer Glaubensgemeinschaft wird als Religionszugehörigkeit bezeichnet.

## Bahaitum
Die Mitgliedschaft in Gemeinden des Bahaitums steht grundsätzlich allen Menschen offen, die Baha’ullah als Manifestation Gottes unseres Zeitalters anerkennen. Die Glaubensgemeinschaft kennt keinen Klerus von Geistlichen oder Religionsgelehrten, ist aber als weltweit verbreitete Gemeinschaft über demokratische Wahlen und einem Weltzentrum in Haifa organisiert. Mittelpunkt des Gemeindelebens ist das sog. Neunzehntagefest am Anfang eines jeden Monats nach dem Bahai-Kalender.

## Buddhismus
Der Buddhismus hat weltweit schätzungsweise 450 Millionen Anhänger und ist damit die viertgrößte Religion der Erde (nach Christentum, Islam und Hinduismus). Der Buddhismus stammt aus Indien und hat heute seine stärkste Verbreitung in China, Bhutan, Japan, Kambodscha, Laos, die Mongolei, Myanmar, Sri Lanka, Südkorea, Taiwan, Thailand und Vietnam.

## Christentum
Die erste christliche Gemeinde entstand in Jerusalem kurz nach der Kreuzigung Jesu. Grundlage ist der Glaube an seine Auferstehung. Durch Anhänger der Jesusbewegung entstanden im 1. Jahrhundert n. Chr. zahlreiche christliche Gemeinden in Palästina und in Gebieten der jüdischen Diaspora, die Gründer und Glaubensverkünder wurden Apostel genannt. Besondere Bedeutung für die Ausbreitung der neuen Religion im griechischsprachigen Mittelmeerraum hatte die Gemeinde in Antiochien. Schon im Laufe des 1. Jahrhunderts sind Gemeinden in Rom, Ephesus und anderen Städten in Kleinasien, Phrygien, Bithynien und am Schwarzen Meer belegt, auch in ländlichen Gebieten und außerhalb des römischen Reiches in Ostsyrien. Die frühesten christlichen Gemeinden im heutigen deutschsprachigen Raum bestanden bereits gegen Ende des 2. Jahrhunderts in Mainz und Köln.
Die meisten christlichen Glaubensgemeinschaften werden als Kirche bezeichnet. Kirchen, denen große Teile der Bevölkerung eines Landes angehören, werden auch Volkskirchen genannt. Die größte christliche Glaubensgemeinschaft ist die römisch-katholische Kirche. Sie war bis zur Reformation die Einheitskirche des westlichen Europas und noch in der Moderne in einigen Ländern Staatskirche, in Monaco und dem Vatikan noch heute. In Griechenland ist das Orthodoxe Christentum Staatsreligion. Die am schnellsten wachsende Gruppe der letzten 50 Jahre ist die Pfingstbewegung, die heute vermutlich bereits ein Viertel aller Christen ausmacht. Versammlungsort der religiösen Gemeinschaften ist meist ein Kirchengebäude.
Die Organisation der Gemeinden ist sehr unterschiedlich. Sie reicht von streng hierarchischen Systemen – z. B. in der römisch-katholischen Kirche – bis hin zu basisdemokratischen Strukturen.

## Hinduismus
Hinduismus, Der Hinduismus, auch Sanatana Dharma (Sanskrit: सनातन धर्म sanātana dharma, für das ewige Gesetz) genannt, ist mit rund einer Milliarde Anhängern und einem Anteil von etwa 15 % der Weltbevölkerung nach dem Christentum (rund 31 %) und dem Islam (rund 23 %) die drittgrößte Religionsgruppe und der älteste zugleich, ein vielgestaltiger Religionskomplex der Erde, der seinen Namen erhielt während der britischen Kolonialmacht in Indien, um die Komplexität zu vereinfachen.

## Islam
Der Islam ist nach dem Christentum heute die zweitgrößte Weltreligion. Im Laufe der Zeit haben sich zahlreiche Gruppen herausgebildet, die sich in ihrer religiösen und politischen Lehre voneinander unterscheiden. Die stärksten Richtungen sind heutzutage die Sunniten und die Schiiten. In zahlreichen arabischen Ländern ist der Islam Staatsreligion. Eine Besonderheit stellt die Islamische Republik Iran dar, die von schiitischen Geistlichen regiert wird und daher als Theokratie gilt. Mittelpunkt der religiösen Gemeinschaft im Islam ist die Moschee.

## Judentum
Glaube selbst ist kein religiöses Konzept des Judentums, das verschiedene Gruppierungen hat, die sich im Laufe der Zeit durch eine starke Diaspora unterschiedlich entwickelt haben.
Bei den Hauptrichtungen existieren heutzutage Orthodoxes Judentum, Konservatives Judentum, liberales Judentum und jüdischer Säkularismus.
Mittelpunkte der Gemeinschaften im Judentum sind Wohlfahrtsverbände, Frauenbund, Schulen und  Hochschulen, Gemeinden, Vereine und Synagogen.

## Sekte
Manche Glaubensgemeinschaften werden oft als Sekte bezeichnet. Die Verwendung des Begriffs wird von den Angehörigen dieser Gemeinschaften häufig als pejorativ empfunden. Auch wird das Fehlen sachgerechter Abgrenzungskriterien bemängelt. Vor allem für Gemeinschaften, die in der zweiten Hälfte des 20. Jahrhunderts entstanden und damals als Jugendreligionen bzw. als Neue religiöse Bewegungen bezeichnet wurden, weil sie anfänglich viele junge Mitglieder hatten, wurde der Begriff „Sekte“ als Kampfbegriff gebraucht. Als neutralere Bezeichnung wurde in der christlichen Theologie der Begriff religiöse Sondergemeinschaft eingeführt.

## Neureligiöse Bewegung
In jüngerer Zeit hat sich der Begriff der neureligiösen Bewegung etabliert, wobei dieser unscharf auch für Strömungen verwendet wird, die sich in der Öffentlichkeit nicht als Glaubensgemeinschaften darstellen. Eine besonders in englischsprachigen Ländern stark vertretene Bewegung ist der Neopaganismus. Der englische Historiker Ronald Hutton schätzte die Zahl der Anhänger dieser Bewegung im Jahre 1999 im Vereinigten Königreich auf 250.000 Menschen. Wicca und verwandte Bewegungen sind in Deutschland die größte neuheidnische Richtung. Um das Jahr 1990 wurde die Zahl der Wicca-Anhänger weltweit auf 800.000 geschätzt. Die traditionellen Wicca-Anhänger schließen sich üblicherweise einem Konvent oder Coven an, wobei die Zahl der Mitglieder in der einzelnen Gruppe begrenzt ist.

## Finanzierung
Glaubensgemeinschaften können sich auf unterschiedliche Weise finanzieren. Neben freiwilligen Spenden oder Steuern der Mitglieder gibt in manchen Ländern das Modell der Kirchensteuer (in Deutschland und Österreich) oder das der Mandatssteuer (z. B. in Spanien).

## Spannungsverhältnis zwischen Staat und Religionsgemeinschaften
Axel Freiherr von Campenhausen schrieb in einem 2008 veröffentlichten Aufsatz:

„Das Verhältnis von Staat und Religionsgemeinschaften ist zu allen Zeiten und in allen Ländern immer auch ein Rechtsproblem. Der Staat ist Herr der weltlichen Rechtsordnung und versteht sich als Hüter des Friedens. Er nimmt seine Einwohner als Bürger in Anspruch. An dieselben Menschen richten sich religiöse Botschaften, die auch das Handeln der Menschen in der Welt betreffen. Staat und Religionsgemeinschaften stehen deshalb immer in einem Verhältnis der Auseinandersetzung, Abgrenzung und Spannung. Das Verhältnis von Staat und Kirche (oder Religionsgemeinschaften) im Sinne eines geordneten Gegenübers von weltlichem Gemeinwesen und rechtlich selbständigen Religionsverbänden ist eine Besonderheit der christlich-abendländischen Welt, denn gerade das Christentum hat diese Unterscheidung hervorgebracht.“

Dieses Spannungsfeld ist im Staatskirchenrecht (oder: Religionsverfassungsrecht) geregelt. Es ist der Teil des staatlichen Verfassungsrechts, der die Beziehungen des Staates zu den Kirchen und anderen Religionsgemeinschaften regelt. 